# Garaeus albipunctatus
Garaeus albipunctatus är en fjärilsart som beskrevs av George Francis Hampson 1895. Garaeus albipunctatus ingår i släktet Garaeus och familjen mätare. Inga underarter finns listade i Catalogue of Life.